# إيف دوفال
إيف دوفال هو صحفي بلجيكي، ولد في 21 مارس 1934 في إيتربيك في بلجيكا، وتوفي في 22 مايو 2009.

## وصلات خارجية
- إيف دوفال على موقع IMDb (الإنجليزية)